# すいーとるーむ?
『すいーとるーむ?』は、東屋めめによる日本の4コマ漫画作品。『まんがタイム』（芳文社）にて2007年1月号より2013年3月号まで連載。単行本は全6巻が刊行されている。
とある建設会社の事務所をそのまま住み家にしているOL・ゆかりを中心に、新入社員・永井や社員達とのやりとりを描いたギャグ4コマである。

## 登場人物
ゆかり
ヒロイン。CAD（設計）担当。長めのアホ毛にロングヘア、かつスタイルの良い若い女性で、事務服を着ている。外見は作者の好みが反映されているとのこと。会社に生活用品一式を持ち込んで住んでいる。当初は通勤していたが、「通勤時間がもったいない」とのことで会社に住むようになった。美人だが結構ものぐさで、パジャマ姿でも平気で仕事するため制服着用を義務付けられた。仕事が出来、そのため会社からは頼られている。「お供え」と称して食べ物をもらうと、夜のうちにその社員の仕事を代行する（限界あり）。一日中会社に引き篭もっており、ほとんど外に出ない。その引き篭もりっぷりは、外出の際に私服の収納場所を忘れたりするほど。買い物は通販で済ませている。会社に住むことについては上の許可を得ているらしい。寝起きは良くなく、永井にしばしば起こされている（永井の入社前は寝起きはあまり悪くなかったらしい）。
永井（ながい）
新入社員。建材部の営業。ゆかりに惚れているが、気づいてもらえていない。真面目な性格。若く独身で真面目な性格だからか、他の課のセールス3人組の女の子達にいいカモとして狙われ、あの手この手でセールスの勧誘をされる。
美好（みよし）
総務課の若いOL。独身。料理などの手作りが趣味で、将来の夢は素敵な奥さんになること。
部長
バーコード頭に小太りの中年男性。のほほんとした性格。妻子持ち。
主任
渋めの中年男性。妻がいる。
塩田（しおだ）
かつてはゆかり達の会社に勤めていた女性。現在は独立して会社を起こし、ゆかり達の会社の取引先になっている。永井を使い走りとして自社に勧誘しようとしたりするほか、永井相手によく取引の値切りを持ちかけてくる。
セールス3人組
しょっちゅう登場する他の課の女の子達。それぞれの名前は不明。永井をいい顧客として狙っており、事あるごとに高額商品の勧誘をする。ゆかりがいると永井相手のセールスが上手く行かないため、彼女を苦手としている。

## 単行本
- 東屋めめ『すいーとるーむ？』 芳文社〈まんがタイムコミックス〉、全6巻
  1. 2008年1月23日初版発行（2008年1月8日発売[1]）、ISBN 978-4-8322-6603-2
  2. 2008年12月21日初版発行（2008年12月6日発売[1]）、ISBN 978-4-8322-6698-8
  3. 2009年12月22日初版発行（2009年12月7日発売[1]）、ISBN 978-4-8322-6800-5
  4. 2010年10月22日初版発行（2010年10月7日発売[1]）、ISBN 978-4-8322-6892-0
  5. 2011年10月22日初版発行（2011年10月7日発売[1]）、ISBN 978-4-8322-5009-3
  6. 2013年3月22日初版発行（2013年3月7日発売[1]）、ISBN 978-4-8322-5163-2